# Михайловский театр
Санкт-Петербургский государственный академический театр оперы и балета имени М. П. Му́соргского — Миха́йловский театр — театр оперы и балета в Санкт-Петербурге. Открыт в 1833 году. Располагается в историческом здании на площади Искусств.

## История

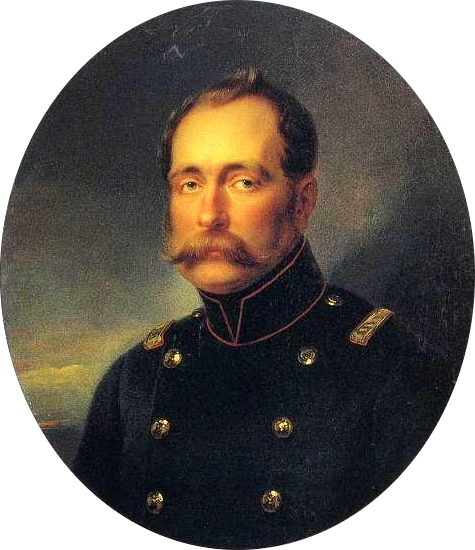
Великий князь Михаил Павлович, портрет кисти Ивана Крамского

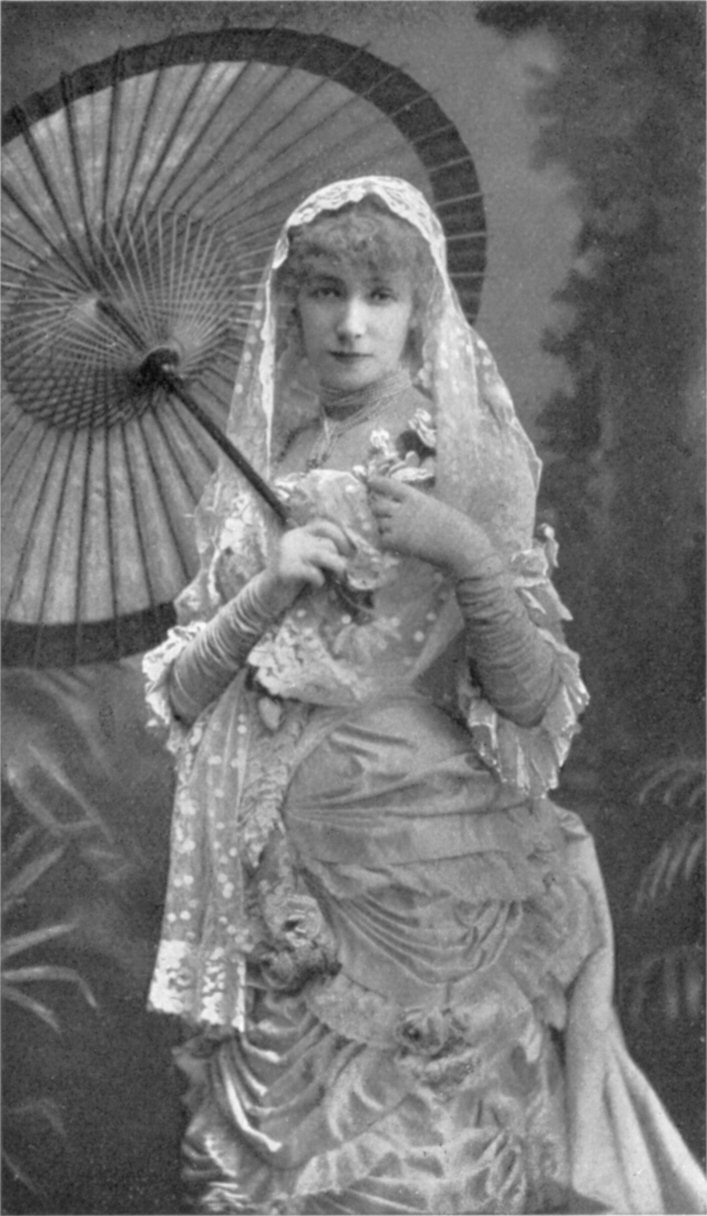
Сара Бернар

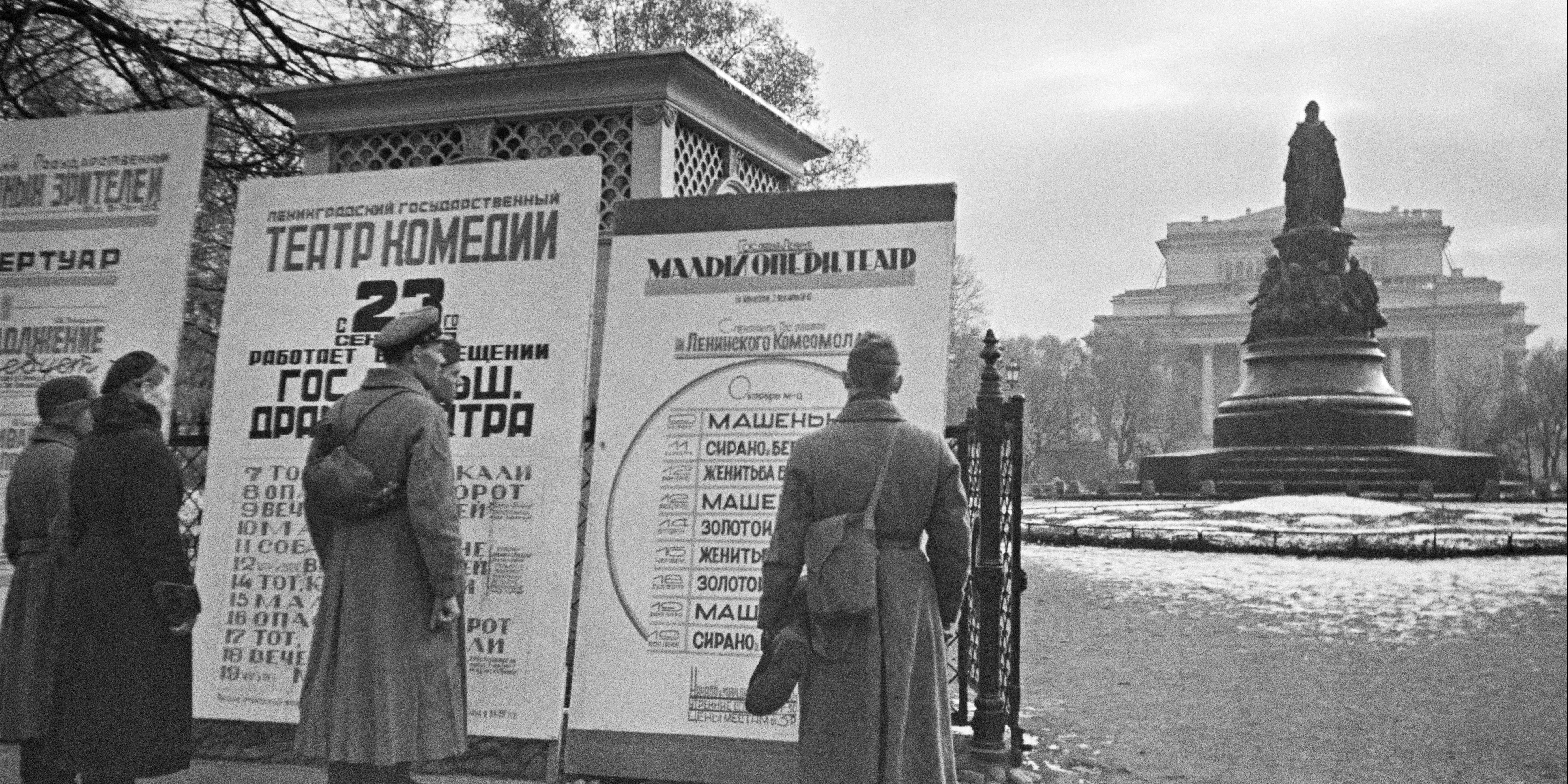
У театральной афиши театра. Ленинград, 26 октября 1941 года

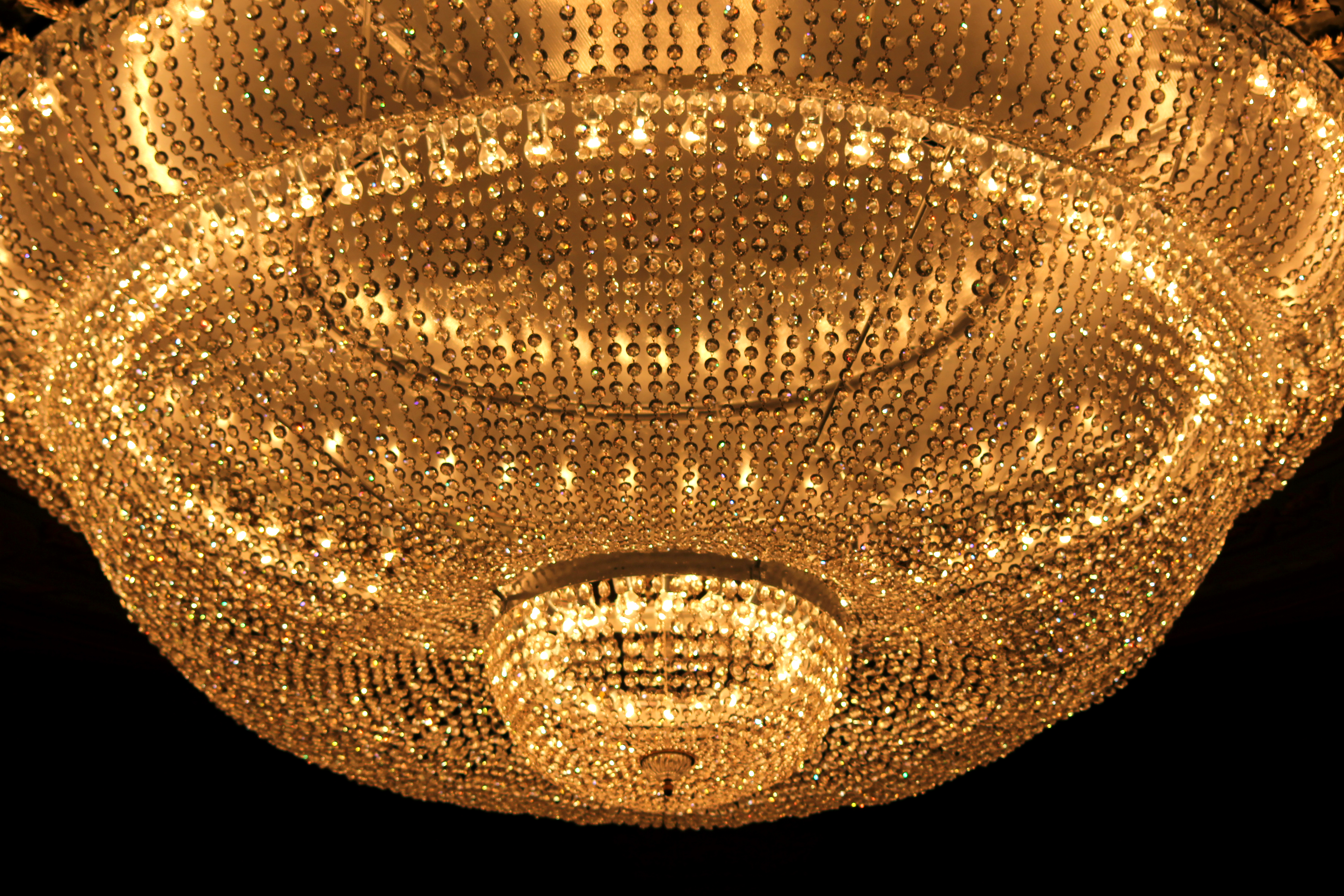
Люстра зрительного зала

Императорский Михайловский театр открылся в 1833 году по указу императора Николая I.
Своим названием театр обязан великому князю Михаилу, младшему сыну Павла I: Михайловский дворец, расположенный на одноимённой площади (современное название лишь с 1940 года), служил ему резиденцией.
Здание театра возведено по проекту Александра Брюллова при участии Алексея Горностаева. Архитектору удалось органично вписать фасад в созданный Карлом Росси ансамбль площади. В 1859 году в результате реконструкции по проекту Альберта Кавоса была расширена сцена и на один ярус увеличен зрительный зал, интерьеры театра дополнились живописными плафонами, богатой лепниной и фигурами кариатид, украшающими и сегодня портал над авансценой.
До революции Михайловский, наряду с Мариинским и Александринским, управлялся общей дирекцией императорских театров и использовался как дополнительная сцена. В помещении выступала труппа Александринского театра, гастролировали французские и немецкие артисты (в частности, Рашель, Фридрих Гаазе). В его стенах проходили и оперные спектакли. Французские оперетты — например, Оффенбаха — были часты, но оперные спектакли шли редко и устраивались в основном силами Императорской русской оперы (Мариинского театра). Исключение составили несколько лет в середине 1890-х годов, когда помещение Мариинского было закрыто на ремонт и оперы на сцене Михайловского шли еженедельно.
Среди выступавших в разные годы на сцене Михайловского театра можно отметить Иоганна Штрауса, Адольфа Дюпюи, Люсьена Гитри, Матильду Кшесинскую, Фёдора Шаляпина, Сару Бернар. Частыми посетителями представлений были А. С. Пушкин, В. А. Жуковский, Л. Н. Толстой, П. И. Чайковский.
Вскоре после Февральской революции с царских лож были демонтированы короны и вензеля, в связи с чем члены Особого совещания по делам искусства при комиссаре Временного правительства обратилось к Фёдору Головину с сообщением, что «внутри зданий Государственных театров предположено уничтожить все эмблемы Государственного герба с тем, чтобы заменить их другими украшениями во вкусе возрождения … что может нанести значительный ущерб художественной цельности этих сооружений». Директору театров В. А. Теляковскому тут же было предписано «без доклада мне не предпринимать никаких замен эмблем Государственного герба»
С 1918 года начался новый этап истории театра — музыкальный.
В 1920 году театру, как и всем бывшим «императорским», было присвоено звание академического. Главным дирижёром стал С. А. Самосуд, чьё творчество принесло театру славу «лаборатории советской оперы». По меньшей мере, три мировые премьеры, в разные годы осуществлённые С. А. Самосудом, вписали МАЛЕГОТ (МАлый ЛЕнинградский Государственный Оперный Театр — название театра в 1926 — 1964 гг.) в историю мирового оперного искусства: «Нос» и «Леди Макбет Мценского уезда» Д. Д. Шостаковича (соответственно, 18 января 1930 года и 22 января 1934 года) и «Война и мир» С. С. Прокофьева (1-я часть, 8 картин) — 12 июня 1946 года.
В XX веке в театре работали деятели культуры, известные не только в России, но и во всём мире. Среди них — дирижёры Э. Грикуров, Д. Похитонов, Г. Дониях, К. Зандерлинг, Ю.Темирканов, П. Бубельников, В. Кожин; режиссёры В. Мейерхольд, Б. Зон, Н. Смолич, И. Шлепянов, Э. Е. Пасынков; балетмейстеры Ф. Лопухов, Дж. Баланчин, Б.Фенстер, Ю. Григорович, И. Чернышёв, Н. Боярчиков,О. Виноградов.
В разные годы репертуарной частью театра заведовали А. И. Пиотровский, И. И. Соллертинский и И. Д. Гликман.
На протяжении своей истории театр неоднократно переименовывался. Малый театр оперы и балета — Ленинградский, а затем Петербургский. С 1989 года театр носил имя М. П. Мусоргского, а в 2001 году театру вернули его «историческое» имя — Михайловский театр.

### Новейшая история
В 2007 году Станислава Гаудасинского (народного артиста России, лауреата Государственных премий России, профессора консерватории) сменил на должности директора театра бизнесмен Владимир Кехман — председатель совета директоров компании по импорту фруктов JFC.
Кехман заявил, что будет работать вместе с Гаудасинским, который останется художественным руководителем театра. После чего он, однако, ввёл должности отдельных руководителей для оперной и балетной трупп. Балетную труппу возглавил Фарух Рузиматов. Художественным руководителем оперной труппы стала Елена Образцова, которая оставила свой пост в сентябре 2008 года, чтобы впоследствии перейти на работу советника генерального директора Михайловского театра по художественным вопросам: своё решение певица объяснила напряжённым графиком собственных творческих проектов и гастрольной деятельности. Главным приглашённым дирижёром театра стал Даниэле Рустиони.
В 2009 году Петер Феранец был назначен главным дирижёром — музыкальным руководителем театра, а Михаил Мессерер стал главным балетмейстером театра. В октябре 2009 года Фарух Рузиматов объявил о возобновлении исполнительской карьеры и оставил пост художественного руководителя балетной труппы театра. С 1 января 2011 года художественным руководителем балетной труппы театра стал испанский хореограф Начо Дуато, а Михаил Мессерер продолжил работу в качестве главного приглашённого балетмейстера театра. В конце 2013 года Начо Дуато перешёл на должность постоянного приглашённого хореографа театра в связи с началом его работы в качестве художественного руководителя Берлинского государственного балета.
В 2011 году театр впервые в своей истории был удостоен российской театральной премии «Золотая маска». Нил Шикофф получил награду за исполнение лучшей мужской роли в опере в 2010 году (роль Элеазара в спектакле «Иудейка»).
Под руководством Михаила Мессерера балетная труппа театра, первые гастроли которой в Лондоне состоялись в 2008 году, была по итогам своих лондонских гастролей 2013 года удостоена премии Круга британских критиков как «Лучшая международная труппа», а в 2014 году прошли гастроли балетной труппы в Нью-Йорке.
В 2014 году спектакль «Евгений Онегин» в постановке Андрия Жолдака получил «Золотую маску» как лучший оперный спектакль года и получил премии за лучшую работу режиссёра и художника по свету.
В 2015 году Владимир Кехман оставил должность генерального директора Михайловского театра в связи с назначением на пост генерального директора Новосибирского театра оперы и балета, став, однако, художественным руководителем Михайловского. Генеральным директором театра была назначена Ирина Делигач.
В сентябре 2018 года Михаил Мессерер покинул пост художественного руководителя балета театра. В феврале 2019 года балетную труппу театра вновь возглавил Начо Дуато, а Александр Ведерников стал главным дирижёром и музыкальным руководителем театра. С декабря 2020 года главным дирижёром театра стал Александр Соловьев, с 2022 года — музыкальный руководитель и главный дирижёр. Среди знаковых оперных премьер театра последних лет — «Трубадур» Дж. Верди (2014), «Манон Леско» Дж. Пуччини (2014), «Аида» Дж. Верди (2019), «Опричник» П. И. Чайковского (2021); балеты «Тщетная предосторожность» Л. Ж. Ф. Герольда (2014), «Золушка» С. С. Прокофьева (2017), «Конёк-Горбунок» Р. К. Щедрина (2021), «Лебединое озеро» П. И. Чайковского (2021), а также мировая премьера балета на музыку Л. Минкуса «Идальго из Ла-Манчи».

## Труппа

### Балетная труппа
Балерины и премьеры
- Екатерина Борченко
- Анжелина Воронцова
- Ирина Перрен
- Анастасия Соболева
- Приска Цайзель
- Иван Васильев
- Иван Зайцев
- Эрнест Латыпов
- Виктор Лебедев
- Никита Четвериков

Первые солистки и солисты
- Валерия Запасникова
- Юлия Лукьяненко
- Марат Шемиунов

## Главные дирижёры
- 1918—1936 — Самуил Самосуд
- 1936—1944 — Борис Хайкин
- 1944—1956 — Эдуард Грикуров
- 1956—1959 — Георгий Дониях
- 1960—1969 — Эдуард Грикуров
- 1969—1971 — Геннадий Проваторов
- 1971—1977 — Александр Дмитриев[19]
- 1977—1990 — Валентин Кожин
- 1990—1992 — Владимир Зива
- 1992—2009 — Андрей Аниханов
- 2009—2011 — Петер Феранец
- 2012—2018 — Михаил Татарников
- 2019—2020 — Александр Ведерников
- 2020—н. в. — Александр Соловьёв[20]

## Гран-при Михайловского театра
В 2009—2014 годах театром проводился балетный конкурс «Гран-при Михайловского театра». Первое награждение лауреатов состоялось 24 октября 2009 года. Художественный совет смотра возглавил Никита Долгушин, награды победителям вручали балерины Диана Вишнёва, Ирина Перрен, главный балетмейстер Михайловского театра Михаил Мессерер, председатель Ассоциации балетных критиков Великобритании Майк Диксон, искусствовед Игорь Ступников и другие. Гранты для поддержки педагогических коллективов вручал председатель оргкомитета конкурса Владимир Кехман.
Любое проведение конкурсов или смотров в поддержку классического балета и выявление каких-то новых имён, новых талантливых учеников — это всегда положительно. И мы надеемся, что этот смотр будет очень полезен. В этом конкурсе нет определенной программы. Здесь прежде всего смотр, фестиваль сил молодых студентов из училищ Российской Федерации.— М. А. Васильева, декан исполнительского факультета АРБ им. Вагановой

## Галерея

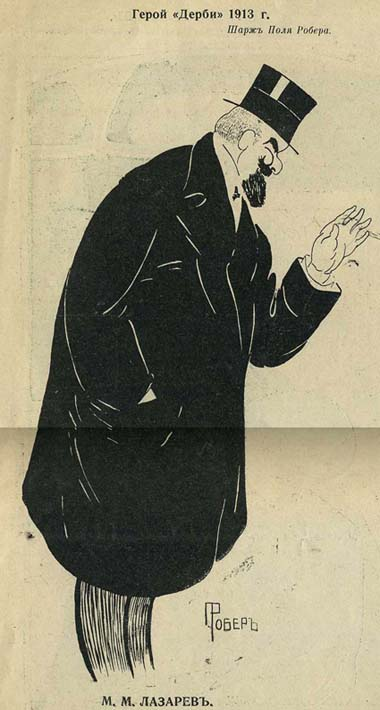
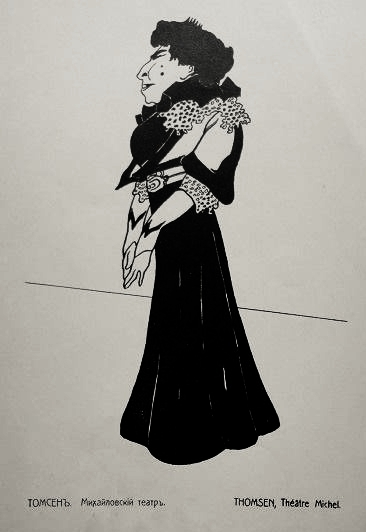
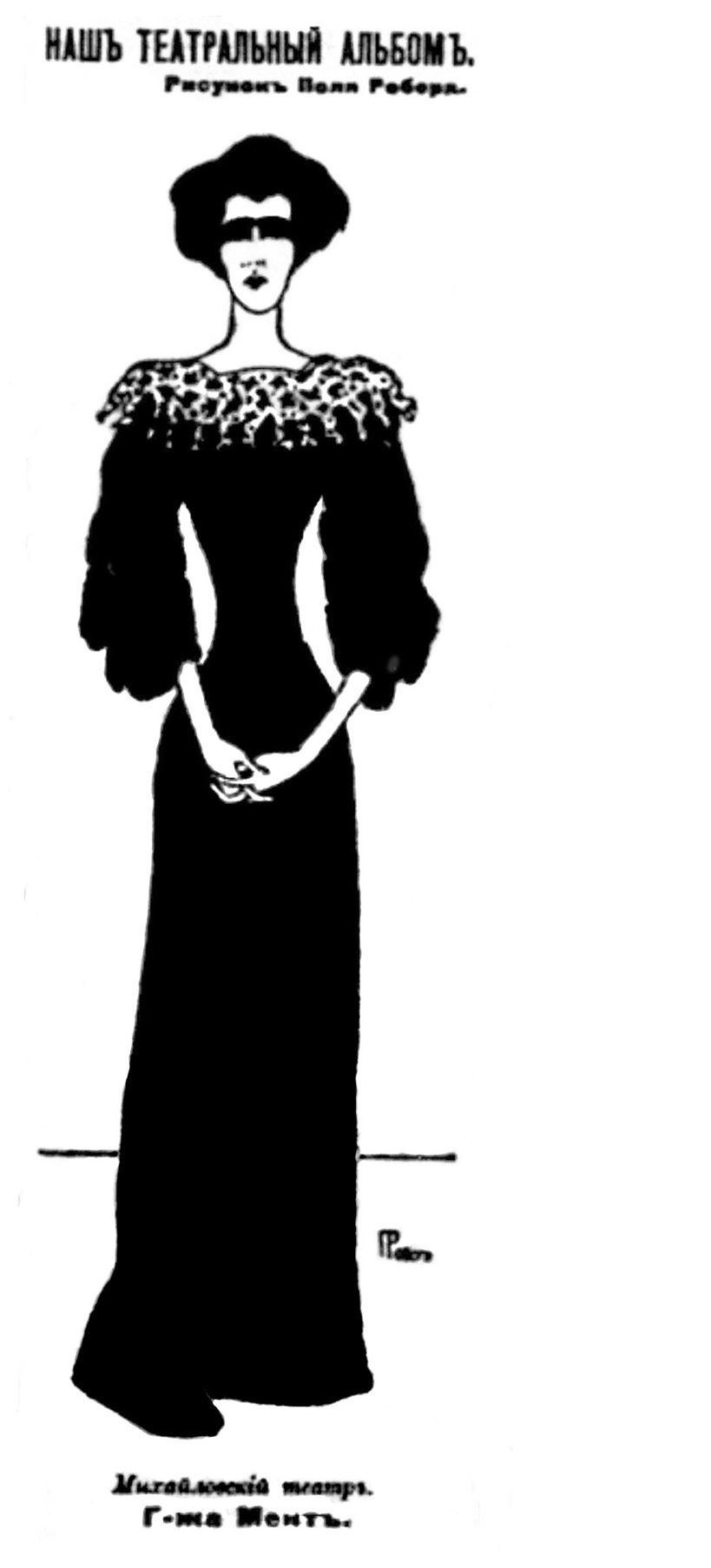
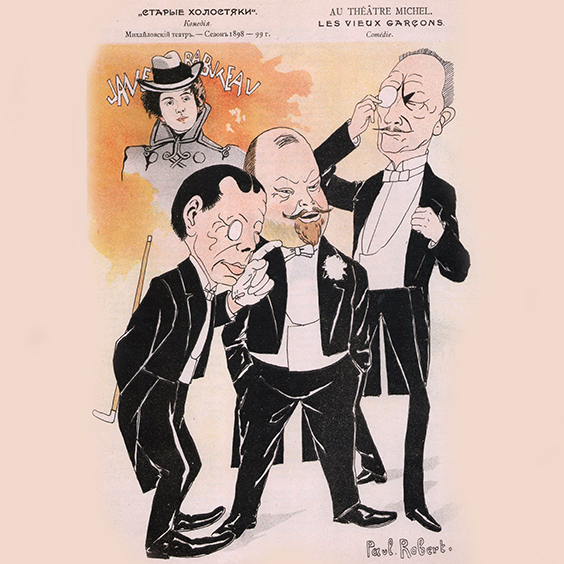
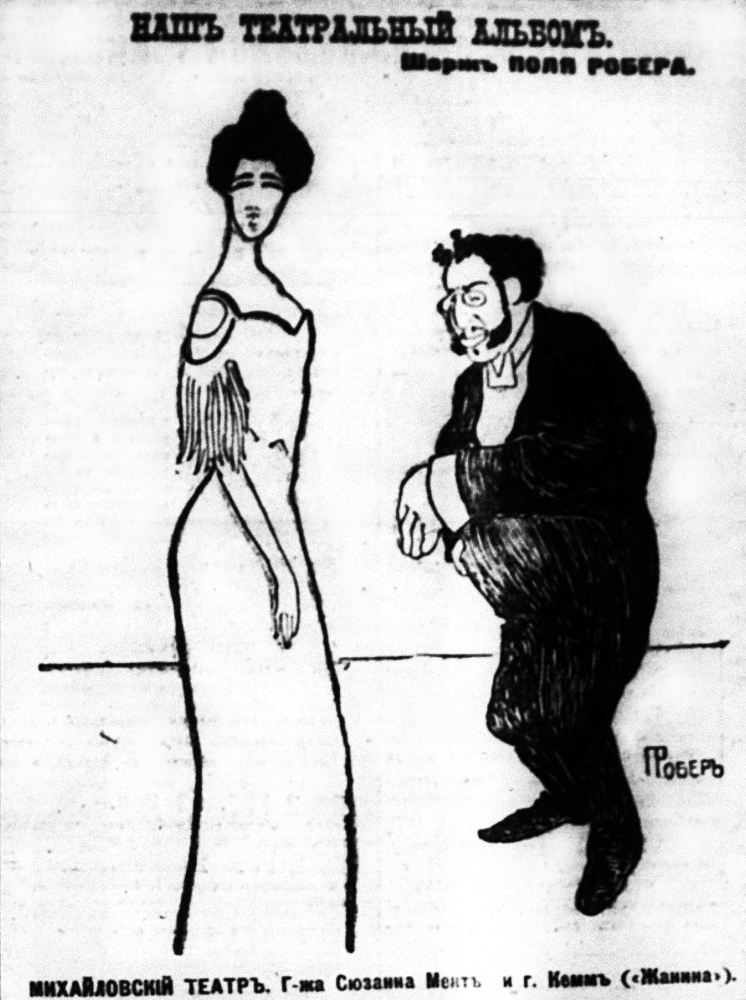